# Вадінськ
Ва́дінськ (рос. Вадинск) — село, адміністративний центр Вадінського району Пензенської області, Росія.
Населення — 4891 особа (2010; 4771 у 2002).
Національний склад станом на 2002 рік:
- росіяни — 97 %